# جسر غاندي
جسر غاندي هو جسر جنوبي قديم يمتد من سانت بطرسبرغ بولاية فلوريدا إلى تامبا بولاية فلوريدا. تم تفكيك الجسر الأصلي في عام 1975م. وقد استخدم الجسر الثاني لمرور المركبات حتى عام 1997م، عندما تم تحويله إلى أغراض الترفيه و حركة المرورغير الآلية. عرف بعد ذلك باسم تريل جسر الصداقة، أغلق في عام 2008 نظرا لحالته الخطرة و بعد عدة محاولات فاشلة للحفاظ عليه تمت إزالته عام 2016، وجسر غاندي هو واحد من ثلاثة جسور تربط بين البر الرئيسى للمقاطعة هيلزبره ومقاطعة بينيلاس. والجسران الآخران في فرانكلاند جسر هوارد وكورتني كامبل جسر مازالا مفتوحين أمام حركة المركبات.

## وصلات خارجية
- الموقع الإلكتروني